# Nippon Gaishi Hall
Nippon Gaishi Hall (jap. 名古屋市総合体育館 Nagoya-shi Sōgō Taiikukan) – wielofunkcyjna hala położona w Nagoi w Japonii. Pełna nazwa hali brzmi Nagoya Civic General Gymnasium, po wybudowaniu nazwą funkcjonalna była Nagoya Rainbow Hall. 1 kwietnia 2007 zmieniono nazwę na obecną, by podkreślić sponsora obiektu firmę NGK Insulators Ltd.

## Historia
- Hala została otwarta w 1987.
- Hala dwukrotnie gościła uczestników mistrzostw świata w piłce siatkowej kobiet – w 2006 i 2010.